# Autographa securis
Autographa securis là một loài bướm đêm trong họ Noctuidae.